# Tiger Woods
Eldrick Tont Woods (Cypress, 30 de dezembro de 1975), mais conhecido como Tiger Woods, é um golfista profissional norte-americano. Amplamente considerado um dos maiores jogadores de golfe de todos os tempos e um dos atletas mais famosos da história, foi eleito para o Hall da Fama do Golfe Mundial. Além disso, está empatado em primeiro lugar nas vitórias do PGA Tour, ocupa o segundo lugar nos principais campeonatos masculinos e detém vários recordes de golfe.
Após uma excelente carreira no golfe júnior, universitário e amador, Woods tornou-se profissional em 1996 aos 20 anos de idade. No final de abril de 1997, ele venceu três eventos do PGA Tour, além de seu primeiro major, o Masters de 1997, que venceu por 12 tacadas em um desempenho recorde. Ele alcançou o primeiro lugar no ranking mundial pela primeira vez em junho de 1997, menos de um ano depois de se tornar profissional. Ao longo da década de 2000, Woods foi a força dominante no golfe. Foi o melhor jogador de golfe do mundo de agosto de 1999 a setembro de 2004 (264 semanas consecutivas) e novamente de junho de 2005 a outubro de 2010 (281 semanas consecutivas). Durante esse tempo, ele ganhou 13 dos principais campeonatos de golfe.
A próxima década da carreira de Woods foi marcada por recuperações de problemas pessoais e lesões. Ele tirou um hiato autoimposto do golfe profissional de dezembro de 2009 ao início de abril de 2010, na tentativa de resolver problemas conjugais com sua esposa Elin na época. Woods admitiu várias infidelidades e o casal acabou se divorciando. Ele caiu para o número 58 no ranking mundial em novembro de 2011, antes de subir novamente para o primeiro lugar entre março de 2013 e maio de 2014. No entanto, os ferimentos o levaram a se submeter a quatro cirurgias nas costas entre 2014 e 2017. Woods competiu em apenas um torneio entre agosto de 2015 e janeiro de 2018 e saiu da lista dos 1.000 melhores jogadores de golfe do mundo. Em seu retorno à competição regular, Woods fez um progresso constante até o topo do jogo, vencendo seu primeiro torneio em cinco anos no Tour Championship em setembro de 2018 e seu primeiro torneio em 11 anos no Masters de 2019.
Woods detém vários recordes de golfe. Ele tem sido o jogador número um do mundo por mais semanas consecutivas e pelo maior número total de semanas de qualquer jogador de golfe na história. Foi premiado com o PGA Player of the Year, um recorde de 11 vezes, e ganhou o prêmio Byron Nelson pela menor média de pontuação ajustada, um recorde de oito vezes. Woods tem o recorde de liderar a lista de dinheiro em dez temporadas diferentes. Ele ganhou 15 grandes campeonatos profissionais de golfe (atrás apenas de Jack Nicklaus, que lidera com 18) e 82 eventos do PGA Tour (empatado em primeiro lugar com Sam Snead). Woods lidera todos os jogadores de golfe ativos em vitórias importantes na carreira e vitórias no PGA Tour. É também o quinto jogador (depois de Gene Sarazen, Ben Hogan, Gary Player e Jack Nicklaus) a alcançar o Grand Slam da carreira, e o mais jovem a fazê-lo. Ele também é o segundo jogador de golfe (depois de Nicklaus) a alcançar um Grand Slam na carreira três vezes.
Woods ganhou 18 campeonatos mundiais de golfe. Ele também fez parte da equipe americana vencedora da Ryder Cup de 1999. Em maio de 2019, recebeu a Medalha Presidencial da Liberdade de Donald Trump, sendo o quarto jogador de golfe a receber a homenagem.
Em 23 de fevereiro de 2021, Woods foi hospitalizado em estado grave, mas estável, após uma colisão com um único carro, e foi submetido a uma cirurgia de emergência para reparar fraturas expostas em cada perna, além de um tornozelo quebrado.

## Vida pessoal
Tiger foi casado entre 2004 e 2010 com a modelo sueca Elin Nordegren, com quem teve dois filhos. O tabloide sensacionalista National Enquirer divulgou em 25 de novembro de 2009 que Tiger mantinha uma relação extraconjugal com Rachel Uchitel.

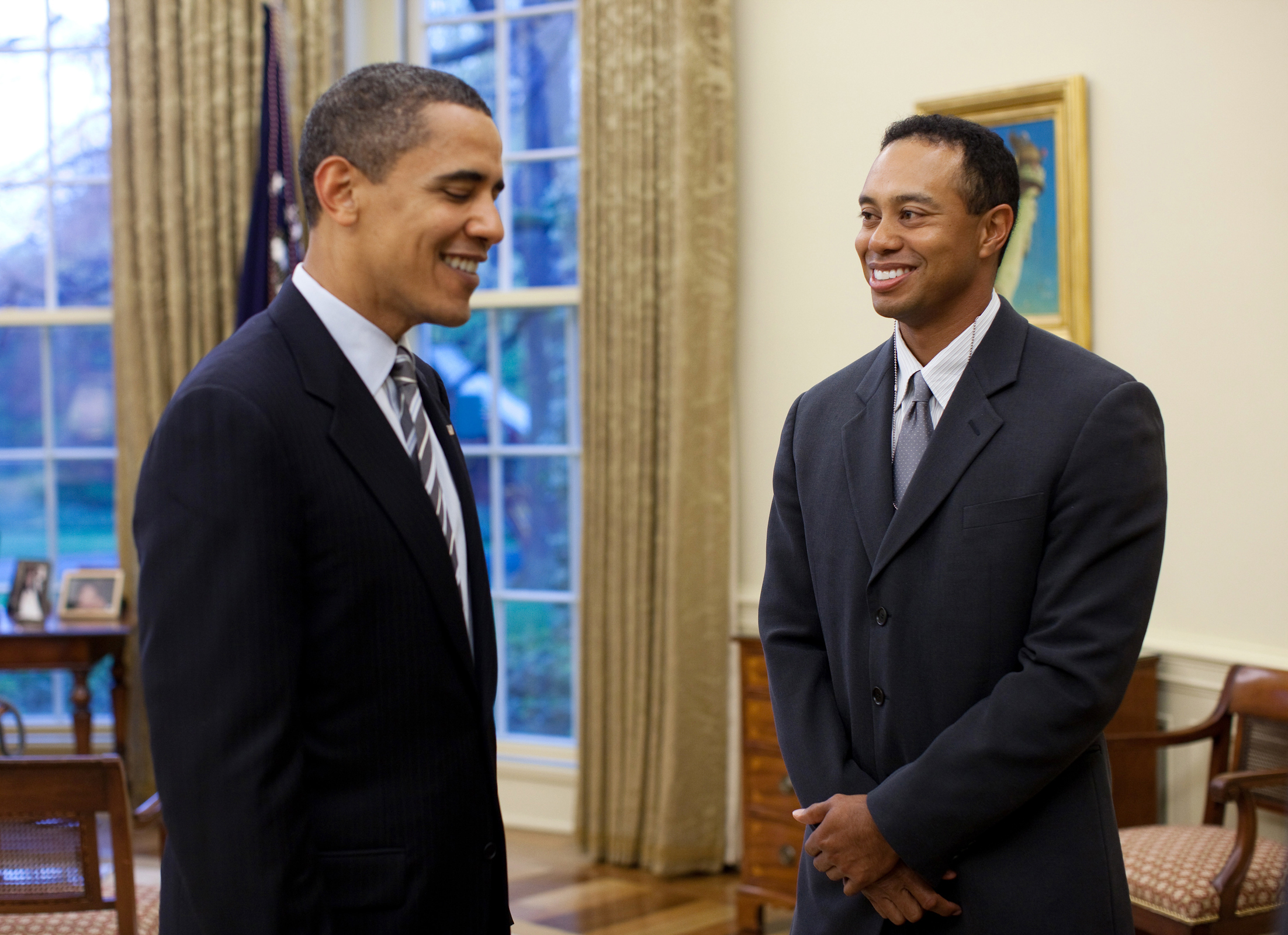
Woods e Barack Obama no Salão Oval, em abril de 2009

A partir de então, outras mulheres foram apontadas como suas supostas amantes, entre elas, a atriz pornográfica Joslynn James. O escândalo repercutiu em seus contratos de patrocínio, como a suspensão de suas aparições na TV para a Gillette e o rompimento com Accenture e AT&T.
Tiger divulgou pedido de desculpas públicas, em rede nacional, em 19 de fevereiro de 2010. Ainda assim, seu casamento com Elin findaria oficialmente alguns meses depois. Atualmente Tiger está solteiro, e seu último namoro foi com a esquiadora americana Lindsey Vonn.

### Prisão
Em 29 de maio de 2017 o golfista foi preso pelo motivo de ter sido abordado pela polícia e ser constatado que ele estava em condições normais alteradas, talvez embriagado. O boletim de ocorrência diz que não se sabe se o golfista estava alcoolizado, se sofria de insônia ou sob influência de drogas.

## Carreira profissional
Woods tornou-se um jogador de golfe profissional em agosto de 1996 e, imediatamente assinou acordos com a Nike e Titleist, que classificou os acordos como os contratos de patrocínio mais lucrativo na história do golfe naquele tempo.

### Honras
Em 20 de agosto de 2006, o governador Arnold Schwarzenegger da Califórnia anunciou que o nome de Tiger Woods seria introduzido no California Hall of Fame.